# Heart (песня)

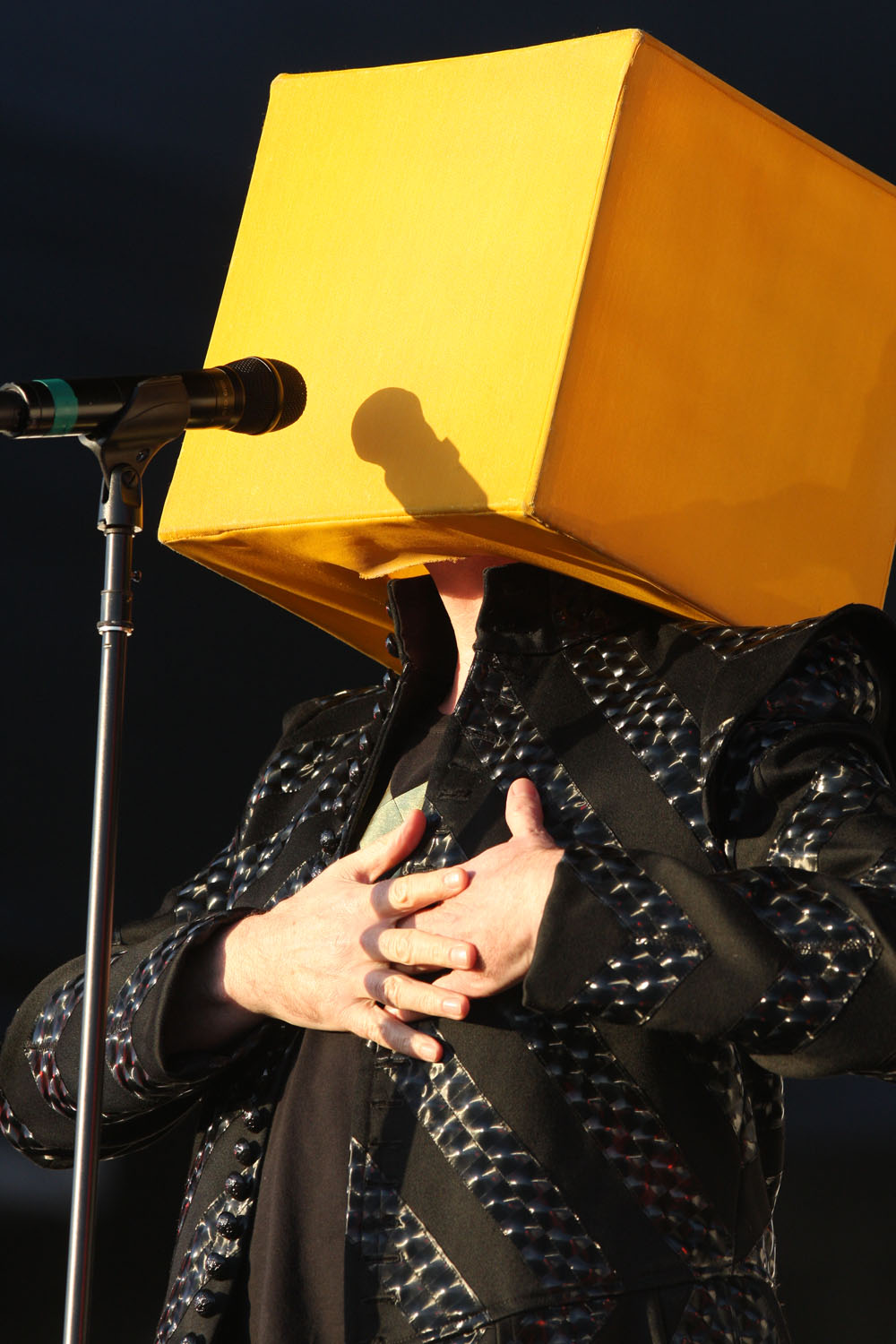
Исполнение «Heart». Сидней, 2011 год

«Heart» (с англ. — «Сердце») — песня британской поп-группы Pet Shop Boys, вышедшая синглом в марте 1988 года. Сингл продержался на 1-м месте в британском хит-параде три недели и стал последним синглом группы, возглавившим хит-парад Великобритании.

## Клип
Видеоклип на песню был снят в Югославии (Словении), в замке Мокрице недалеко от границы с Хорватией. Его сюжет основывается на фильме 1922 года «Носферату. Симфония ужаса». В клипе снялись Даниела Колич (невеста) и Иэн Маккеллен (вампир). Режиссёр — Джек Бонд.

## Список композиций

### 7" Parlophone/R 6177 (UK)
1. «Heart» (Single Version) (4:16)
2. «I Get Excited (You Get Excited Too)» (4:53)

### 12" Parlophone/12 R 6177 (UK)
1. «Heart» (Disco Mix) (8:27)
2. «I Get Excited (You Get Excited Too)» (4:53)
3. «Heart» (Dance Mix) (6:08)

### 12" Parlophone/12 RX 6177 (UK)
1. «Heart» (12" Mix) (8:55)
2. «Heart» (Dub) (5:15)
3. «I Get Excited (You Get Excited Too)» (4:53)

## Высшие позиции в хит-парадах
| Страна                   | Высшая позиция |
| ------------------------ | -------------- |
| Великобритания           | 1              |
| Германия                 | 1              |
| Швейцария                | 1              |
| Австрия                  | 3              |
| Норвегия                 | 6              |
| Швеция                   | 9              |
| Австралия                | 21             |
| Франция                  | 36             |
| European Top 100 Singles | 1              |